# Gundi Busch-Johansson
Gundula "Gundi" Busch-Johansson, mest känd som Gundi Busch, född 29 april 1935 i Milano, Italien, död 31 januari 2014 i Stockholm, Sverige, var en tysk konståkare som 1954 blev Tysklands första världsmästarinna i konståkning. Hon var gift med Gösta "Lill-Lulle" Johansson och bosatt i Sverige.

## Biografi
Busch föddes som dotter till en fabriksägare. Familjen flyttade under andra världskriget från Milano, först till Haarlem i Nederländerna och sedan vidare till Garmisch-Partenkirchen i Tyskland. Hon hade börjat med skridskoåkning i Milano, fyra och ett halvt år gammal. Senare tränade hon i konståkning London och i Köln. Hennes coach var Thea Frenssen, fyra gånger tysk mästarinna mellan åren 1913 och 1918. 
Buschs karriär var koncentrerad till fyra säsonger, från 1951 till 1954. Det första året, ännu inte sexton år gammal, blev hon trea i de västtyska mästerskap, sexa på Europamästerskapen och tia på världsmästerskapen. 1952 blev hon sjua på Europamästerskapen, åtta på OS i Oslo och sexa i VM. Ännu inte arton år fyllda, blev hon 1953 både västtysk och europeisk mästare samt silvermedaljör på världsmästerskapen bakom amerikanskan Tenley Albright.
1954 var hennes toppår. Då erövrades tre titlar: västtysk-, Europa- och världsmästerskapstitlarna. Vid världsmästerskapen var hennes rival, den försvarande mästaren Albright, i ledningen efter den obligatoriska delen men föll i det fria programmet. 
I slutet av säsongen 1954 avslutade hon amatörkarriären vid en ålder av bara 19 år, och efter det gick hon till Hollywood Ice Revue som proffs. Hon fortsatte med skridskoåkning som professionell i två års tid. 1955 gifte hon sig med det svenska Tysklandsproffset i ishockey Gösta "Lill-Lulle" Johansson som hade en tysk mor. Paret och den gemensamma sonen Peter Lulle Johansson flyttade därefter till Stockholm.
I Stockholm arbetade hon under många år som konståkningstränare i Djurgårdens IF:s konståkningssektion. Där gjorde hon, tillsammans med Hans Lindh (som hade 11 SM-tecken i konståkning), klubben till Sveriges ledande under 1960- och 1970-talen.
Busch drog sig tillbaka som tränare 1997. Hon fick på senare år sjukdomen KOL på Sankt Görans sjukhus i Stockholm.
Gundi Busch är gravsatt under ett rött träd i minneslunden på Galärvarvskyrkogården på Djurgården i Stockholm.

## Självbiografi
2009 kom Busch-Johanssons självbiografi ut på tyska under titeln Mein Eiskaltes Leben. Planer fanns också för utgåvor på svenska och engelska (USA).

## Meriter

### Olympiska spelen
- 1952 - 8:a

### Världsmästerskapen
- 1951 - 10:a
- 1952 - 6:a
- 1953 - 2:a
- 1954 - 1:a

### Europamästerskapen
- 1951 - 6:a
- 1952 - 7:a
- 1953 - 2:a
- 1954 - 1:a

### Västtyska mästerskapen
- 1951 - 3:a
- 1953 - 1:a
- 1954 - 1:a

## Biografi
- Busch, Gundi/Damwerth, Ruth: "Mein eiskaltes Leben". biographie Verlag, April 2009. 184 sidor (på tyska). ISBN 978-3937772134.